# Босівка (притока Канельки)
Босівка — річка в Україні, в Уманському районі Черкаської області. Ліва притока Канельки (басейн Південного Бугу).

## Опис
Довжина річки приблизно 5,33 км, найкоротша відстань між витоком і гирлом — 4,81 км, коефіцієнт звивистості річки — 1,11. Формується декількома струмками та загатою. На деяких ділянках річка пересихає.

## Розташування
Бере початок на східній стороні від села Вікторівка. Спочатку тече на північний схід через урочище Мугалинцев, далі тече на південний схід через село Углуватка і впадає в річку Канельку, праву притоку річки Канели.